# Johan Casper Haberman
Johan Casper Habermann, född i Rostock, död 1734, var en svensk handelsman och riksdagsman. 
Han var född i Rostock i Tyskland. Födelseåret är okänt. Hans far Casper Haberman var professor i juridik i Rostock. Hans farbror Wilhelm David var stadsläkare och professor i medicin i Rostock samt rektor vid universitetet där till sin död 1715.
Johan Caspers mor hette Maria Brandes. Han fick burskap som handelsman i Göteborgs stad den 20 december 1700 och inträdde i stadsgillet 1701. I Göteborg etablerade han sig som handelsman, bland annat som järnuppköpare. Den 15 oktober 1703 gifte han sig med 17-åriga Birgitta Manorgen i Christine kyrka i Göteborg. Birgitta, ibland kallad Brita, kom från en förmögen Göteborgsfamilj. I äktenskapet föddes två söner, Johan Haberman 1707 och David Wilhelm Haberman 1710. 
På hösten 1718 beviljade kung Karl XII Johan Casper Habermans köp av Ettarps säteri i Halland. Senare inköptes ett större antal gårdar i trakten öster om Halmstad. Han blev av borgarna i Göteborg vald till riksdagen i Stockholm 1719.
Under åren 1726-1729 bodde paret Haberman i Gröna huset i Halmstad, även kallat Kirsten Munks hus, en fastighet som de även ägde. Johan Casper Haberman avled på Ettarps säteri 1734 efter flera års sjuklighet. Birgitta Haberman avled på samma säteri 1738.